# Ya Nauchu Tebya
Ya Nauchu Tebya (en cyrillique « Я научу тебя » ; en français « Je t'apprendrai ») est la chanson du groupe Галасы ЗМеста proposée pour représenter la Biélorussie au Concours Eurovision de la chanson 2021 à Rotterdam, aux Pays-Bas. L'UER a cependant estimé que la chanson « remettait en question la nature apolitique du concours » et demandé au groupe de proposer une version modifiée sous peine de disqualification.
Les alternatives ayant été rejetés, la Biélorussie est disqualifiée le 26 mars 2021.

## Paroles
| Paroles en russe | Traduction en français |
| Я научу тебя Смотри вперёд, забудь, что было Вчерашнее сдавай в тираж Срывай покровы, лезь без мыла Ты только лучшее создашь Стирай истории наросты Овёс, как видно, не в коня Без прошлого всё будет просто Ты только слушайся меня Меняй замшелые устои Свободный мир неотвратим Несовременный, недостойный Ретроград недопустим Я научу тебя плясать под дудочку Я научу тебя клевать на удочку Я научу тебя ходить по струночке Ты будешь всем доволен, рад всему Я сочиню тебе специально музычку Я поднесу тебе весь мир на блюдечке Я превращу твои печали в шуточки Тебе же лучше будет самому Поспи за плугом, ночь в разгаре Ещё далёко до звезды Пусть пашут лошади в угаре А ты не порти борозды Смени на овощи все мясо Ликуй, пусть даже ты сердит Мечтай о новых прибамбасах Их, кстати, можно взять в кредит Я научу тебя плясать под дудочку Я научу тебя клевать на удочку Я научу тебя ходить по струночке Ты будешь всем доволен, рад всему Я сочиню тебе специально музычку Я поднесу тебе весь мир на блюдечке Я превращу твои печали в шуточки Тебе же лучше будет самому | Je t'apprendrai. Regarde vers l'avant, ne te retourne pas Fais table rase du passé Balance, gagne les faveurs Ce que tu créeras sera toujours mieux Efface les pages de l'histoire On voit bien c'est peine perdue Sans le passé tout sera simple Fais juste ce que je te dis Abandonne tes traditions vieillotes Le Monde libre est inéluctable Tes valeurs rétrogrades sont dépassées indignes et inacceptables. Je t'apprendrai à manger dans ma main Je t'apprendrai à mordre à l'hameçon Je t'apprendrai à marcher à la baguette Heureux les pauvres en esprit ! Je jouerai de la musique pour toi Je t'apporterai le monde sur un plateau Tes chagrins deviendront plaisanteries Et tu ne t'en sentiras que mieux Repose-toi derrière la charrue, c'est la nuit Et le chemin est encore long jusqu'à l'aube Laisse labourer ceux qui piaffent Ne te mêle pas de gâcher le sillon Remplace la substance par des légumes Réjouis-toi même si tu es en colère Rêve de nouveaux gadgets Tu peux même les avoir à crédit Je t'apprendrai à manger dans ma main Je t'apprendrai à mordre à l'hameçon Je t'apprendrai à marcher à la baguette Heureux les pauvres en esprit ! Je jouerai de la musique pour toi Je t'apporterai le monde sur un plateau Tes chagrins deviendront plaisanteries Et tu ne t'en sentiras que mieux |